# Rīgas Laiks
Журнал Rīgas Laiks (так же известный как Rīgas Laiks. Русское издание и Ригас Лайкс) на русском издается ежеквартально с весны 2012 года в Риге, Латвии. Это интеллектуальный журнал, построенный на разговорах с оригинальными или международно-известными личностями. Собеседники журнала — учёные, писатели, режиссёры, композиторы, философы, политики, включая обладателей Нобелевской Премии. В журнале часто печатаются письма и беседы с философом, востоковедом, филологом, историком, семиотиком и писателем Александром Моисеевичем Пятигорским. В издании можно так же встретить эссе и комментарии его постоянных авторов — Улдиса Тиронса, Арниса Ритупса, Ильи Калинина, Кирилла Кобрина, Илмарса Шлапинса, Дональда Лопеса, Ханса-Ульриха Гумбрехта и других.
Версия журнала на латышском — Rīgas Laiks выходит с ноября 1993 года

## Интервью

### Интервью с учёными
- Математик и физик-теоретик Фримен Дайсон (Зима 2012/2013)
- Лингвист Ноам Хомский (Весна 2013)
- Физик-теоретик из Стенфорда Леонард Сасскинд (Лето 2013)

### Интервью с философами
- Александр Моисеевич Пятигорский
- Михаэль Фреде (Лето 2012)
- Стэнли Кавелл (Осень 2012)
- Дитер Генрих (Зима 2012/2013)
- Политический философ Майкл Уолзер (Весна 2013)
- Майлс Берниет (Весна 2013)
- Джонатан Лир (Лето 2013)

### Знаменательные интервью
- Американская писательница, лауреат Нобелевской Премии по литературе Тони Моррисон
- Писатель Михаил Шишкин
- Литературный критик Харольд Блум
- Китайский посатель-диссидент Ляо Лиу
- Художник Виктор Пивоваров
- Кинорежиссёр Вернер Херцог
- Кинорежиссёр Йонас Мекас
- Кинорежиссёр Кира Муратова
- Кинорежиссёр Евгений Пашкевич
- Киновед Наум Клейман
- Архитектор Рем Колхас
- Теоретик архитектуры Александр Раппапорт
- Композитор Петерис Васкс
- Композитор Арво Пярт[5]
- Композитор Родион Щедрин
- Музыкант, солист группы The Tiger Lillies Мартин Жак
- Журналист и музыковед Соломон Волков
- Рекламщик Нил Френч
- Поэт Улдис Берзиньш
- Мультипликатор Юрий Норштейн
- Историк Тимоти Снайдер
- Интеллектуал Майкл Игнатьев
- Психотерапевт Александр Алексейчик
- Актриса Мередит Монк
- Художница Марина Абрамович
- Президент Эстонии Тоомас Хендрик Ильвес
- Политолог Иван Крыстев
- Руководитель Нового Рижского Театра Алвис Херманис

## Дальнейшее чтение
Sulmane, I., & Kruks, S. (2001, August). Ethnic and political stereotypes in Latvian and Russian language press in Latvia. In 15th Nordic Conference on Media and Communication Research, Reykjavik. — Ссылается на журнал, как на издание, которое не затронуто стереотипами (стр 11)